# CeCe Frey
Cecelia Marie Frey, ([ˈSɪsɪː ˈFra͡ɪ]; Decatur, 26 de junio de 1991) ―conocida como CeCe Frey― es una cantante y compositora estadounidense de música pop, conocida por participar y quedar en sexto lugar en el programa de televisión The X Factor (Estados Unidos, Temporada 2).

## Comienzos
Antes de participar en The X Factor, CeCe realizó covers de canciones como "Fighter" de Christina Aguilera, "Marry The Night" de Lady Gaga y una versión de "Skyscraper" de Demi Lovato. Todas estas con vídeos dirigidos por un amigo.
Frey trabajó como empleada en un servicio de correo postal antes de audicionar para The X Factor.
Ella tenía una hermana mayor llamada Kelsey quien murió de parálisis cerebral a los 7 años de edad, en su memoria le dedicó "Wind Beneath My Wings" de Bette Midler en la semana cuatro (etapa "acción de gracias") del concurso. Actuó en varios musicales y concursos de talentos, también realizó el himno nacional de más de 100 veces. También estaba en una banda llamada VolHolla! que recorrió el Medio Oeste y dio a conocer su propio EP.

## 2012: "The X Factor"
Ella audicionó en Kansas City, Misuri con "Unchained Melody", pero Demi Lovato (una de las juezas) se decepcionó y levantó su mano pidiendo que pare. L.A. Reid pidió que escoja otra canción. Entonces cantó "Aint No Other Man" de Christina Aguilera.
Durante Bootcamp, Frey se comparó con Paige Thomas: En la primera parte, ambas cantaron Whitney Houston "I Will Always Love You" y en la segunda, “Secrets” de OneRepublic. Pasando a la casa de los jueces cantó la versión acústica de la LMFAO "Sexy and I Know It". Su mentor Demi eligió a Frey para competir en los shows en vivo. Ella interpretó "Because the Night" en el primer show en vivo el 31 de octubre de 2012. Durante los primeros resultados en vivo demuestran el 1 de noviembre de 2012, Frey y Willie Jones quedaron en lo más bajo de la lista y tuvieron que “Cantar para sobrevivir”, donde CeCe realizó "Out Here On My Own", y Lovato la seleccionó a permanecer en la competencia, enviando a casa Jones.
Frey alcanzó el # 12 en la semana que siguió cantando "Eye of the Tiger" de Survivor, y los jueces sigue siendo cuestionado su capacidad y tuvo que cantar off contra Brock. Los votantes la tuvieron en los dos de abajo, así, ella cantó una canción de la artista Cher, "You Haven't Seen The Last Of Me". La canción resultó, pero después de no poder llegar a una decisión, se va a un punto muerto. Los jueces mantienen CeCe en la realización, de la que se ha guardado en un punto muerto.
La tercera semana fue uno de los éxitos de Cece. Ella cantó una versión simple de "All by Myself", mostrando su habilidad vocal. Aunque Simon Cowell pensó que ella hizo todos los "trucos" que vienen con la canción, los votantes y los otros jueces disfrutaron de la actuación, poniendo su seguridad hasta la semana cuatro.
En la semana cuatro de la competencia se vio el lado más emotivo de CeCe, ya que le dedicó la canción de Bette Midler "Wind Beneah My Wings" a Kelsey, su hermana fallecida. Ella se puso triste mientras cantaba y no pudo terminar la canción, rompiendo en llanto. Los votantes la pusieron de nuevo en los dos de abajo. Cantó de Kelly Clarkson "Because of You" y los jueces decidieron eliminar a Beatrice Miller, manteniendo a CeCe. Esto provocó un levantamiento de odio hacia Frey, ya que la mayoría de los espectadores decían que Beatrice merecía estar ahí más que ella. 
De todos modos, ella continuó en la semana cinco. Frustrada, Cece dijo en su introducción en video que "cada semana fue una semana de regreso". Sin embargo, la quinta semana parecía ser la gran remontada que había estado esperando. Tanto los jueces y el público por igual disfrutaron de su actuación de Christina Aguilera "Lady Marmalade", los jueces aplaudieron su esfuerzo, pero algunos de ellos no se sentían que sería suficiente. "Vas a caer, pero vas peleando", dijo LA Reid. Simon Cowell le dijo que ya debía preparar la maleta porque no le faltaba mucho para irse a casa. Ella se puso hasta la sexta semana por los votantes. Se dio inicio a la sexta semana de la competencia con una impresionante versión de "The Edge of Glory" de Lady GaGa. Los jueces disfrutaron de ella, y ella continuó a dominar las actuaciones Desafío Pepsi con una emocionante versión de ritmo rápido de "Part of Me", de Katy Perry. Fue una buena noche en general para ella, según los jueces, pero el público no estuvo de acuerdo, poniendo a CeCe entre los dos menos votados nuevamente.
CeCe fue eliminada en la última instancia, el 6 de diciembre de 2012, terminando en sexto lugar. Fue la última competidora restante en la categoría de adultos jóvenes. «Ya estoy lista para irme con todo lo que he aprendido, mientras mas te ames a ti mismo menos necesitas que los demas lo hagan» Fue el último mensaje que dejó antes de retirarse.

### Presentaciones
A continuación las presentaciones de CeCe Frey durante su transcurso en el programa.
| Presentación       | Tema                          | Canción                           | Artista Original   | Resultado                                     |
| ------------------ | ----------------------------- | --------------------------------- | ------------------ | --------------------------------------------- |
| Audición           | Libre elección                | "Ain't No Other Man"              | Christina Aguilera | Pasa a la Bootcamp                            |
| Bootcamp 1         | Solo                          | "I Will Always Love You"          | Whitney Houston    | Pasa a la bootcamp 2                          |
| Bootcamp 2         | Grupo                         | No participa                      | No participa       | Pasa a la bootcamp 3                          |
| Bootcamp 3         |                               | "Secrets (con "Paige Thomas")     | OneRepublic        | Pasa a la casa de los jueces                  |
| Casa de los jueces | Libre elección                | "Sexy and I Know It"              | LMFAO              | Pasa a la competencia y shows en vivo         |
| Semana 1           | Canciones escritas en América | "Because The Night"               | Patti Smith Group  | Queda entre los dos menos votados             |
| Semana 1           | Canta para sobrevivir         | "Out Here On My Own"              | Irene Cara         | Salvada por Demi Lovato                       |
| Semana 2           | Canciones de películas        | "Eye of the Tiger"                | Survivor           | Queda entre los dos menos votados (Puesto 12) |
| Semana 2           | Decisión final                | "You Haven't Seen The Last Of Me" | Cher               | Salvada por decisión los jueces               |
| Semana 3           | Divas                         | "All By Myself"                   | Céline Dion        | Pasa a la siguiente ronda en 5.º puesto       |
| Semana 4           | Acción de gracias             | "Wind Beneath My Wings"           | Bette Midler       | Queda entre los dos menos votados ()          |
| Semana 4           | Decisión final                | "Because Of You"                  | Kelly Clarkson     | Salvada por decisión de los jueces            |
| Semana 5           | Números uno                   | "Lady Marmalade"                  | Christina Aguilera | Pasa a la siguiente ronda en 5.º puesto       |
| Semana 6           | Canciones acústicas           | "The Edge Of Glory"               | Lady GaGa          | Eliminada en 6.º puesto                       |
| Semana 6           | Desafío Pepsi                 | "Part of Me"                      | Katy Perry         | Eliminada en 6.º puesto                       |

## Discografía

### Singles
| Año  | Título    | Álbum | Notas                                                              |
| ---- | --------- | ----- | ------------------------------------------------------------------ |
| 2014 | Dead 2 Me | TBA   | - Lanzamiento: 7 de octubre de 2014 - Discográfica: LaFace Records |

## Influencias
Las influencias de Frey incluyen a Rihanna, Katy Perry, Lady GaGa, Christina Aguilera, Celine Dion y Demi Lovato. <Nombre de ref = WhoisCeCe2 / > CeCe es un gran fan de Adam Lambert, habló de Lambert diciendo, "Es increíble, tiene una voz loca y él es tan fresco, recuerdo verlo en American Idol". Ella es también una gran amiga de Ke$ha quien dio su consejo después de haber sido eliminada de The X Factor <<Nunca hay que darse por vencido y debes seguir adelante con tu carrera>>.